# Dōjō-ji
Pour les articles homonymes, voir Dōjōji.
Dōjō-ji (japonais kanji: 道成寺) est un temple bouddhiste japonais de l'école Tendai. Il est situé à Hidakagawa , district de Hidaka, préfecture de Wakayama, au sud de l'île de Honshū. Sa construction a commencé  au VIIIe siècle. 

## Historique
Le début  de la construction du temple Dōjō-ji  a débuté en 701. Depuis, il a fait l'objet de multiples extensions et modifications au fil des siècles:
- 1357: Construction du hon-dō, bâtiment principal de plain-pied avec toiture de tuiles;
- 1694: Construction du niōmon (portail) , comportant un rōmon de trois baies (ken), une porte et toiture (irimoya-zukuri) de tuiles;
- 1702: Construction du shoin;
- 1763: Édification de la pagode à trois étages.
Il abrite de nombreuses statues, dont celles représentant Senjū Kannon Bosatsu (nom japonais de la bodhisattva de la compassion (Guanyin), Nikkō Bosatsu , la lumière du soleil (le bodhisattva Suryaprabha)  et Gakkō Bosatsu, la lumière de la lune (la bodhisattva Candraprabha), qui sont répertoriés comme bien nationaux.
La dénomination du temple a été reprise dans plusieurs spectacles du théâtre de marionnettes Bunraku, et également dans la pièce intitulée Dōjōji, qui figure au répertoire des théâtres Kabuki et Nô,.

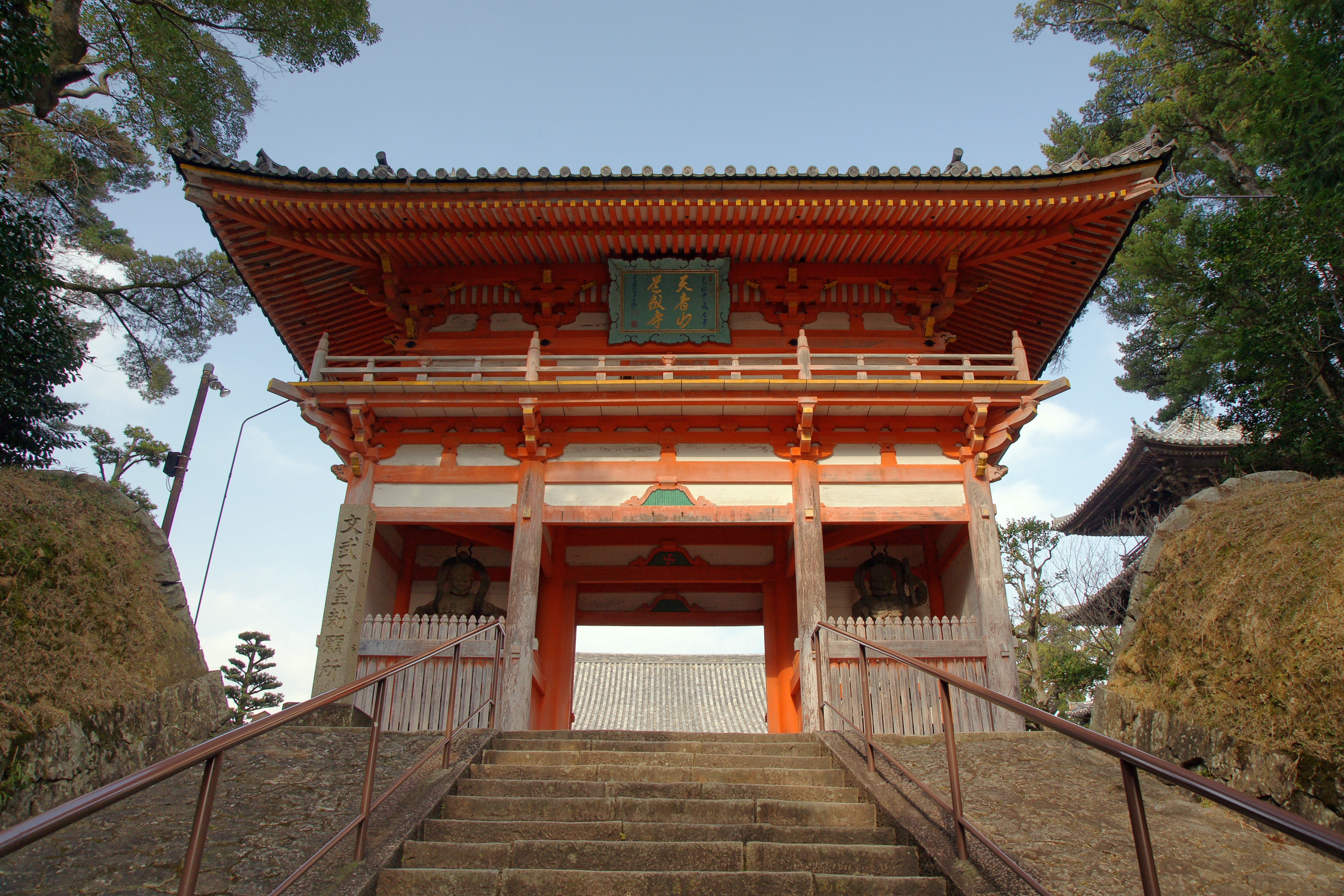
Temple Dōjō-ji (no 1 sur le plan): Escalier menant au portail du niōmon.
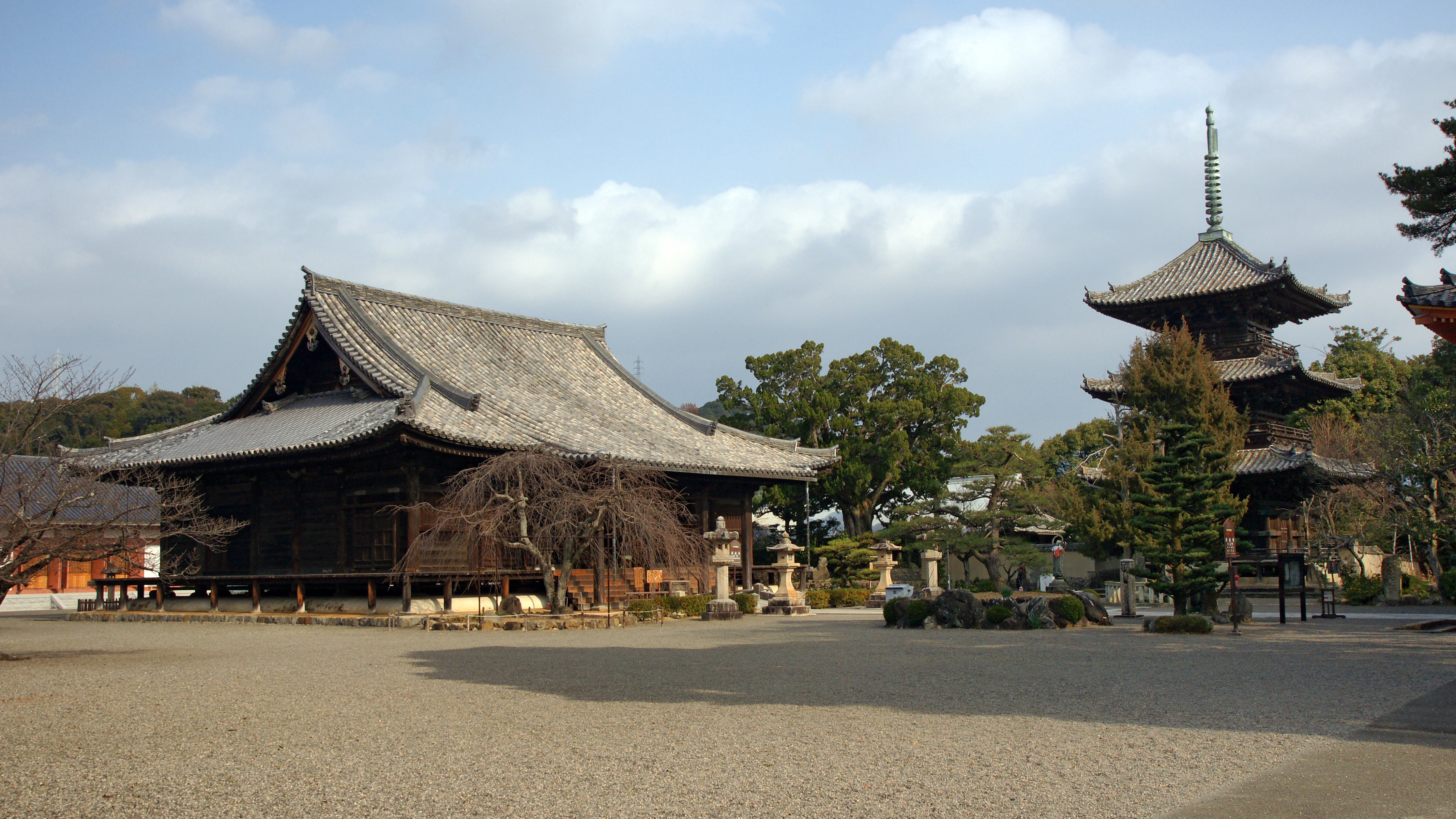
Temple Dōjō-ji (no 2 et 3): Hon-dō, le bâtiment principal et la pagode à trois étages.
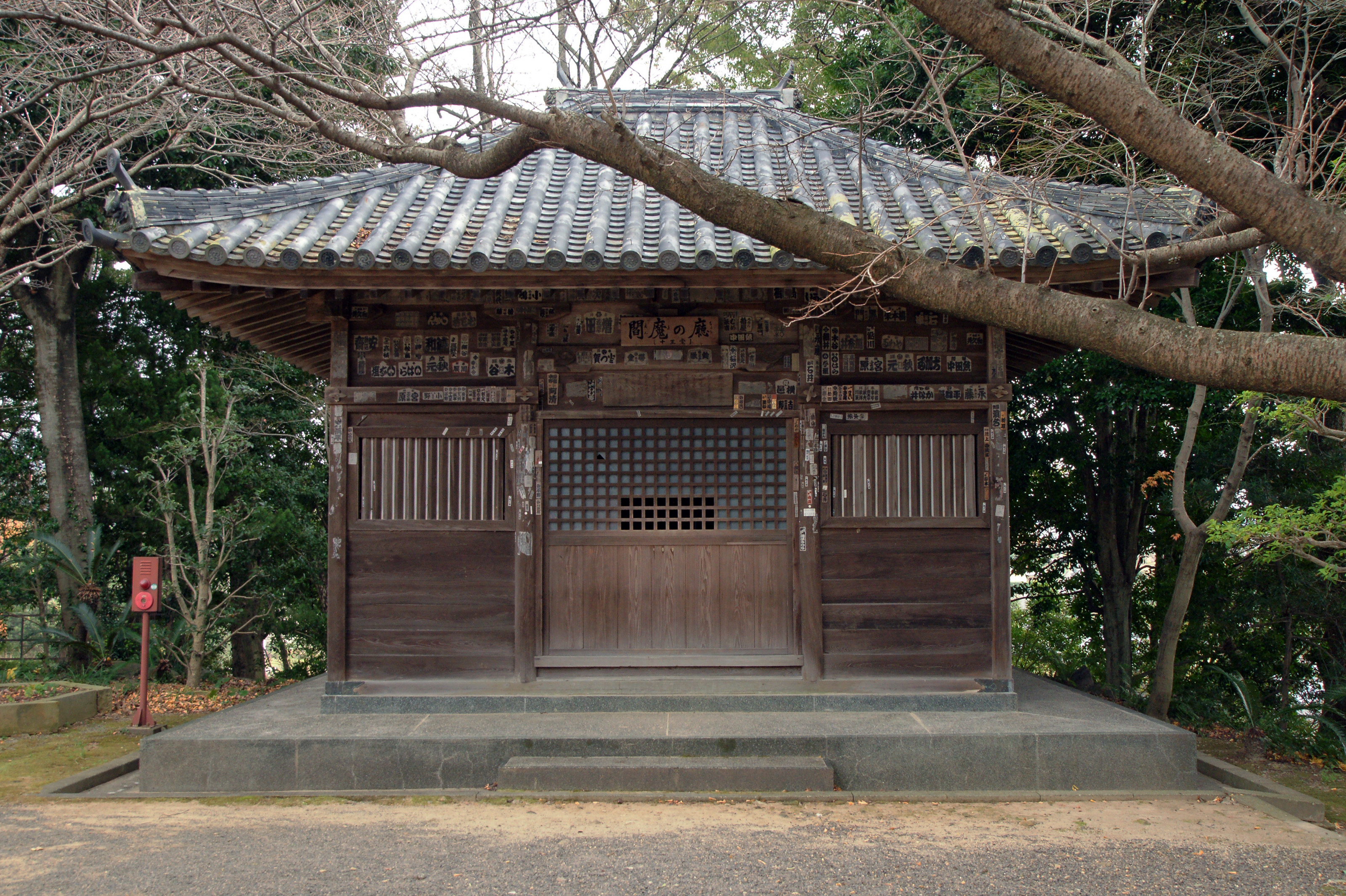
Temple Dōjō-ji (no 4): le pavillon Enma, ou pavillon des Dix rois.
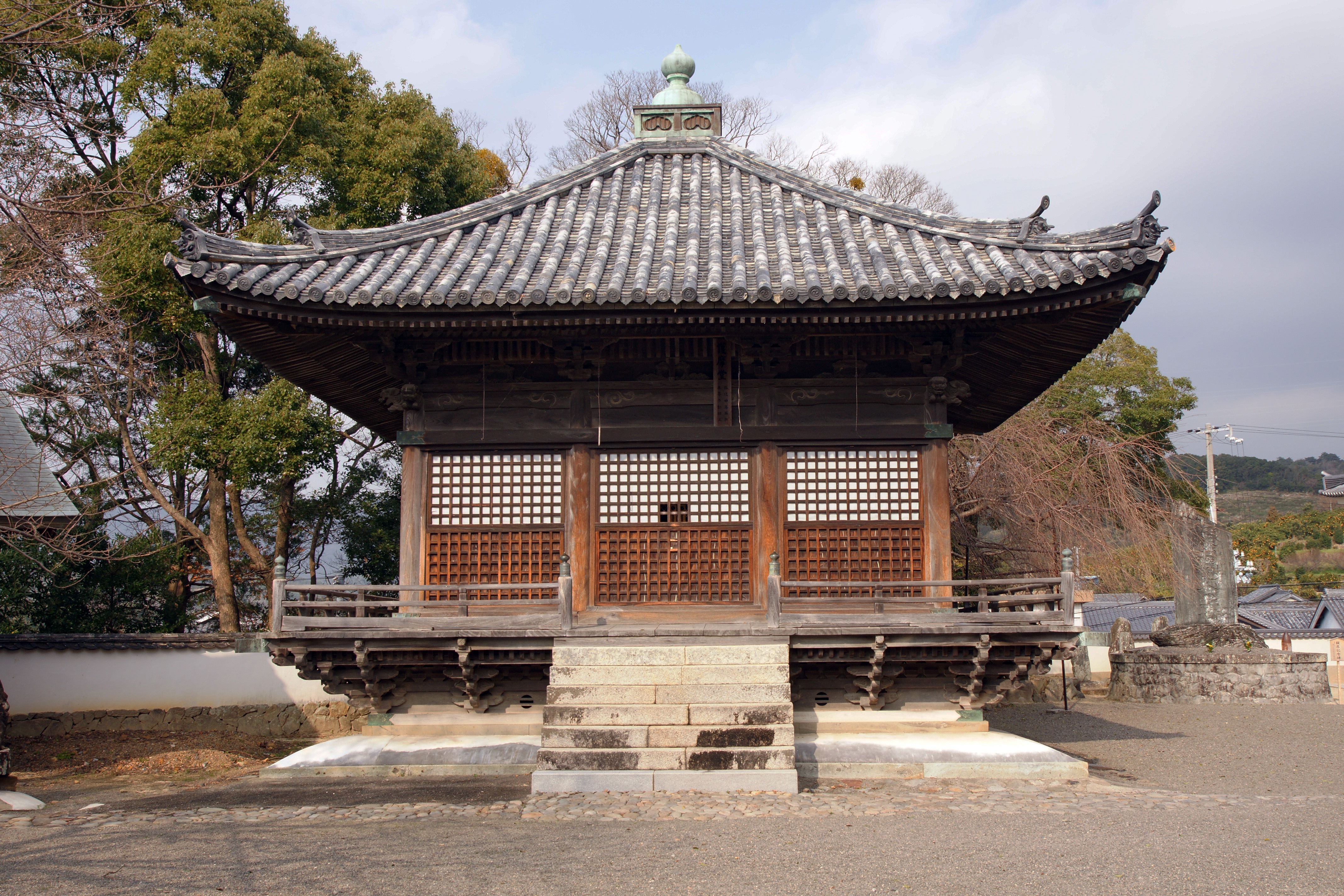
Temple Dōjō-ji (no 5): le pavillon Goma.
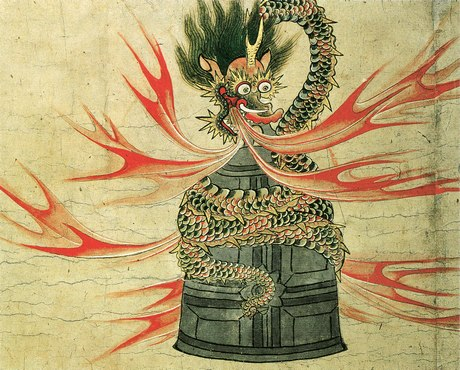
Temple Dōjō-ji (no 8): Kiyohime transformée en serpent.
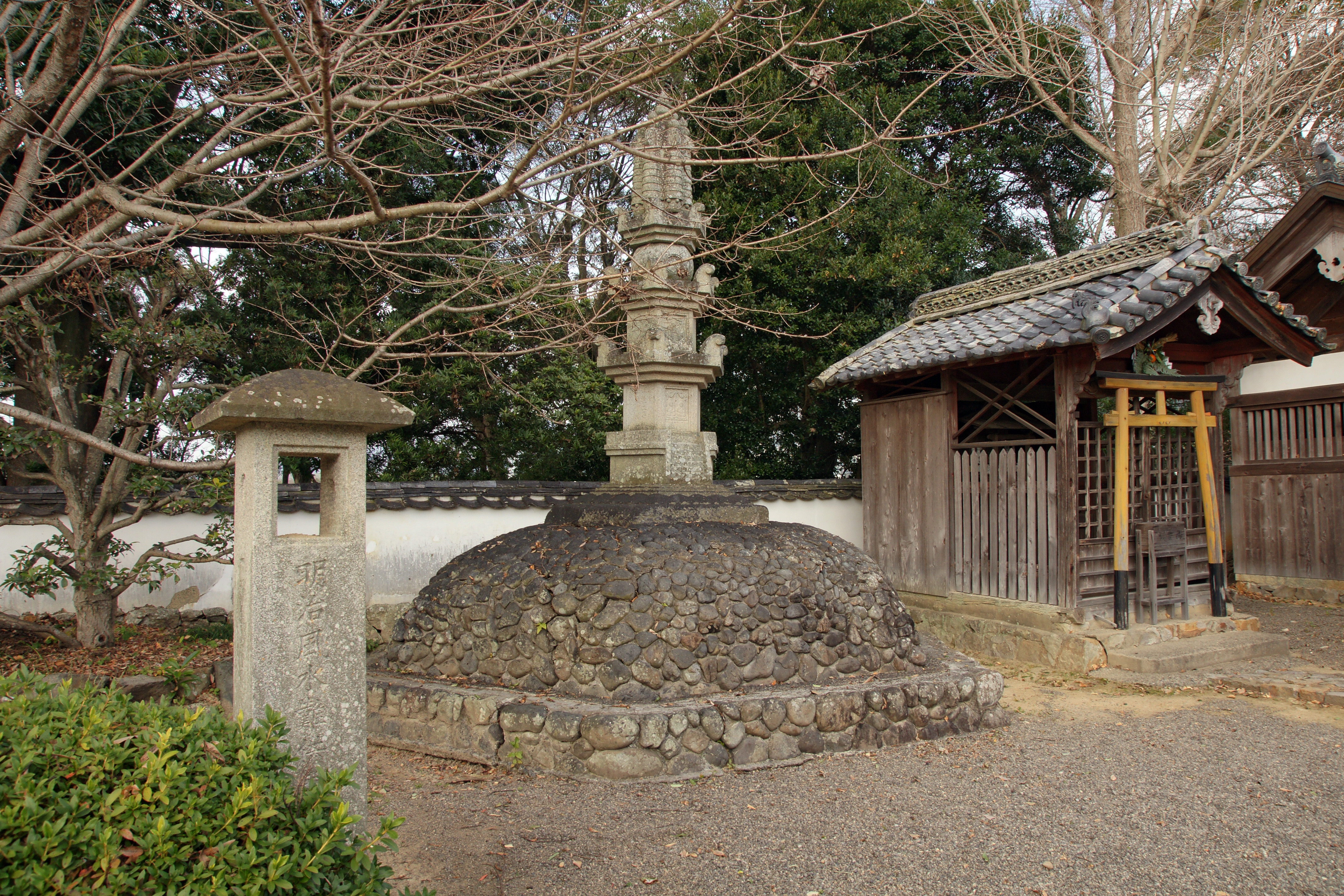
Temple Dōjō-ji: monticule sous lequel serait enterré le moine légendaire Anchin, après avoir été tué par Kiyohime.

## Description du site

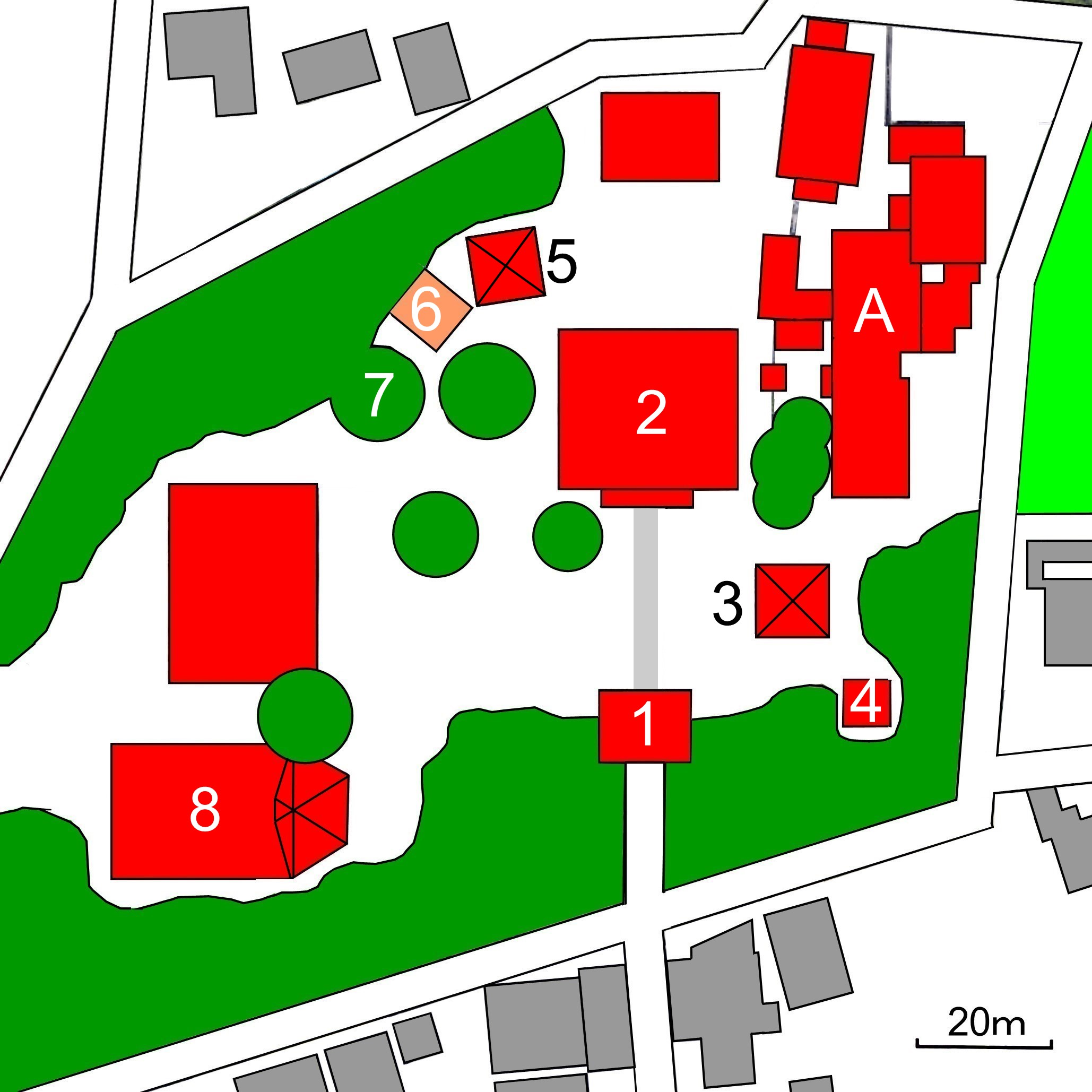
Plan général du temple Dôjô-ji (description détaillée ci-contre).

1. Par le côté sud, un long escalier, construit en 1694, conduit au portail  Niōmon (japonais kanji: 仁王 門) ;
2. Hon-dō (kanji:本 堂), hall principal construit en 1357. Il compte huit piliers à l'avant, six à l'arrière; le toit est recouvert de tuiles.
3. Pagode à trois étages, (kanji: 三重 塔 , Mie-tō), érigée en 1763; selon une légende, le moine Anchin (kanji: 安 珍), le héros de la pièce de théâtre mentionnée plus haut, serait enterré à proximité, sous un monticule (kanji: 塚, Dzu-ka), de ce fait dénommée la « colline de Anchin » (kanjin: 安 珍 塚).
4. Le pavillon Enma (kanji: 閻 魔 堂), également appelé « Pavillon des dix rois » (kanji: 十王閣) .
5. Au nord-ouest, le pavillon Goma (kanji:  護摩). Il s'agit d'un lieu rituélique important de l'école Shingon[6].
6. Sanctuaire Shinto,  le (kanji:鎮守 三 社) .
7. Beffroi , Shōrō, (kanji :鐘楼) (remarque: les fondations respectives de 6 et 7 sont adjacentes).
8. Au sud-ouest, le bâtiment qui abrite la salle  Dōjōji-Engi (kanji: 道 成 寺 縁 起 堂), dans laquelle sont accomplis les rituels destinés au moine légendaire Anchin et à la séductrice déçue Kiyohime (évoqués dans une note précédente)[7].